# Världsmästerskapen i bågskytte 1981
Världsmästerskapen i bågskytte 1981 arrangerades i Punta Ala i Italien i juni 1981.

## Medaljsummering

### Recurve
| Event                          | Guld                   | Silver                  | Brons                  |
| Herrarnas individuella tävling | Kyösti Laasonen (FIN)  | Darrell Pace (USA)      | Richard McKinney (USA) |
| Damernas individuella tävling  | Natalja Butuzova (URS) | Alicija Ciskowska (POL) | Marilyn Rumley (AUS)   |
| Herrarnas lag                  | USA                    | Finland                 | Sovjetunionen          |
| Damernas lag                   | Sovjetunionen          | Sydkorea                | Kina                   |

### Medaljtabell
| Pl. | Nation        | Guld | Silver | Brons | Totalt |
| --- | ------------- | ---- | ------ | ----- | ------ |
| 1   | Sovjetunionen | 2    | -      | 1     | 3      |
| 2   | USA           | 1    | 1      | 1     | 3      |
| 3   | Finland       | 1    | 1      | -     | 2      |
| 4   | Sydkorea      | -    | 1      | -     | 1      |
| 4   | Polen         | -    | 1      | -     | 1      |
| 6   | Australien    | -    | -      | 1     | 1      |
| 6   | Kina          | -    | -      | 1     | 1      |